# Soraya Martínez Ferrada
Soraya Marisel Martínez Ferrada (n. 1972) es una política liberal chileno-canadiense que fue elegida como miembro del parlamento en la Cámara de los Comunes de Canadá para representar a Hochelaga durante las elecciones federales canadienses de 2019. Se ha desempeñado como Ministra de Turismo desde 2023.

## Primeros años de vida
Martínez Ferrada nació el 28 de agosto de 1972 en Santiago de Chile, provincia de Santiago, Chile, hija de Omar Martínez Prieto y Maritza Inés Ferrada Videla.

## Carrera
Antes de su elección en la Cámara de los Comunes, se desempeñó como concejala del Ayuntamiento de Montreal en el distrito electoral municipal de Saint-Michel como miembro primero de Union Montréal (2005 a 2007) y luego de Vision Montreal de 2007 a 2009, cuando perdió ante el candidato de Union Montreal (ahora Partido Liberal de Quebec por Viau), Frantz Benjamin .
Trabajó como miembro del personal de Parliament Hill. Obtuvo su escaño del Nuevo Partido Democrático, por un estrecho margen sobre el Bloc Québécois.
Tras su elección al Parlamento, Martínez Ferrada fue nombrada Secretaria Parlamentaria del Ministro de Inmigración, Refugiados y Ciudadanía, Marco Mendicino. En 2023 fue nombrada Ministra de Turismo y Ministra responsable de la Agencia de Desarrollo Económico de Canadá para las Regiones de Quebec.

## Vida personal
Martínez Ferrada se mudó a Canadá en 1980 y vivió en el East End de Montreal.